# Heavy (House M. D.)
"Heavy" (traducido como «Peso» en Argentina, «Una cuestión de peso» en España y «Obesidad» en otros países hispanohablantes) es el decimosexto episodio de la primera temporada de la serie televisiva estadounidense House. Fue estrenado el 29 de marzo de 2005 en Estados Unidos. y emitido el 14 de marzo de 2006 en España.
Jesica, una niña de 10 años con sobrepeso no quiere ir a la escuela porque los demás niños la discriminan por su cuerpo. Ya en la escuela sufre un ataque al corazón (infarto de miocardio) mientras realiza una prueba de salto a la cuerda en la clase de educación física. Finalmente el equipo de House descubre que la paciente tiene un tumor en la glándula pituitaria que le causa el síndrome de Cushing. House decide recortar en un 17% el sueldo de cada miembro de su equipo para así no despedir a nadie, pero Vogler, el nuevo director, no lo permite e insiste en que despida a un miembro de su equipo; cuando decide que sea Chase, Vogler tampoco lo acepta, y exige que sea Foreman o Cameron. Por su parte, Cameron se enfada y abandona el hospital luego de manifestarle a House su disconformidad con el trato y su deseo de renunciar.

## Sinopsis

### Caso principal

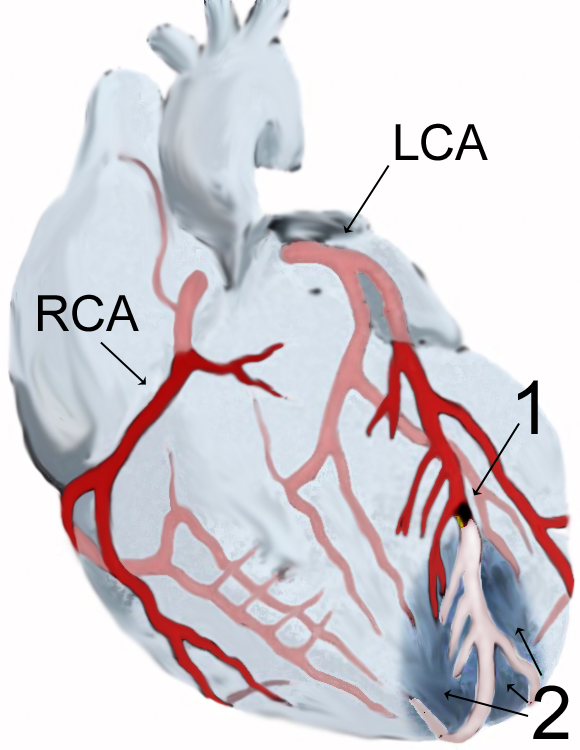
Imagen del corazón durante un infarto de miocardio (2) al ocluirse la arteria coronaria izquierda (1). En este capítulo una niña de 10 años con sobrepeso sufre un infarto, una afección inusual en un niño.

Jesica (Jennifer Stone), una niña de 10 años con sobrepeso no quiere ir a la escuela porque los demás niños la discriminan por su cuerpo. Ya en la escuela sufre un ataque al corazón (infarto de miocardio) mientras realiza una prueba de salto a la cuerda en la clase de educación física.
El caso interesa a House porque los ataques de corazón son completamente inusuales en los niños. Luego de descartar que se trate de un error de los estudios, Chase atribuye el infarto a la obesidad mórbida que padece la niña, que debió haberla llevado a consumir gran cantidad de pastillas que pudieron causar ese resultado. Cameron no está de acuerdo con la hipótesis de la sobredosis de Chase, porque la niña hace un año que viene manifestando síntomas de fatiga, dolor muscular y problemas de concentración. House señala que el diagnóstico de Chase es el mismo que realizaron varios médicos, pero que el infarto está señalando que algo se les pasó. Foreman apunta entonces a alguna enfermedad genética, mientras que Cameron incluye la posibilidad de que se trate del síndrome metabólico X, una serie de desórdenes metabólicos asociados con la obesidad y el sedentarismo, caracterizada por la resistencia a la insulina. A House le gusta la hipótesis y ordena una pinza hiperinsulinémica euglucémica. La madre cuestiona a los médicos por "no poder ver más allá de su peso".
Mientras se realiza la pinza hiperinsulinémica euglucémica Jéssica sufre un ataque nervioso (psicosis), que atribuyen inicialmente a una hipoglucemia, situación habitual en ese tipo de estudios, pero que luego descartan al recibir los análisis del laboratorio. House señala que las pastillas para adelgazar causan coágulos e infartos. Pese a que Cameron y Chase están de acuerdo que la madre no lo permitiría, House piensa -como siempre- que la madre miente. Le sumistran heparina y warfarina para prevenir nuevos coágulos.
Foreman averigua con una estudiante de la escuela, que Jesica ha tomado pastillas para adelgazar. La madre lo niega, pero Jesica reconoce llorando que las tomó de una tienda "porque ya no quería ser fea...; solo quería encajar, tener amigos".
Sin embargo Jesica sigue teniendo problemas y le aparecen varias úlceras en la piel (necrosis), que no pueden ser causadas por las pastillas para adelgazar. House piensa que la necrosis la pudo haber causado la warfarina, debido a un eventual error de Cameron al omitir darle la heparina, confundiéndola con la otra droga. Cameron rechaza terminantemente la posibilidad, pero Chase que estaba con ella cuando prepararon las drogas, echa una sombra de duda.
La necrosis empeora y si no hay una mejora en las horas siguientes, deberán extirparle las zonas afectadas por la necrosis, para evitar que muera; y ello significa que deberán amputarle los senos (mastectomía).

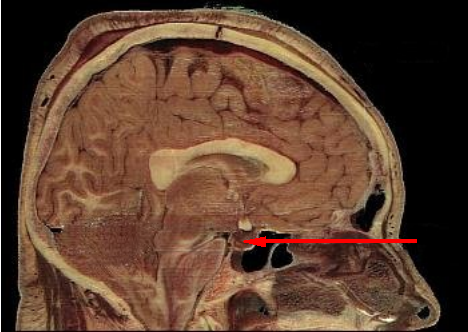
Ubicación de la glándula pituitaria o hipófisis. Jesica tiene un tumor en la glándula pituitaria que le causa síndrome de Cushing.

House discute alternativas con Foreman y Chase. Este propone considerar, tanto a la obesidad como las llagas, como síntomas. Entre las opciones, Chase menciona el hipotiroidismo, que Foreman desestima porque sería genético y la mamá también es gorda. House le presta entonces atención a la madre y nota que no solo es gorda, sino también alta, al igual que el padre. La niña en cambio es baja. House reordena los síntomas: "crecimiento atrofiado, presión arterial alta, coágulos, obesidad: ¡es Cushing!". Chase discrepa porque el síndrome de Cushing no causa necrosis, pero House explica que raramente Cushing provoca hipercalcemia, que a su vez provoca llagas. Wilson tampoco está de acuerdo, porque los estudios no revelaron que tuviera un aumento del nivel de cortisol (el síndrome de Cushing se produce por un aumento de la producción de cortisol). Pero House dice que eso no es concluyente porque el hipercortisolismo puede ser cíclico. Como no hay tiempo para realizar análisis, House le dice a Foreman que busque en algún signo de algo que pudiera estar causando hipercortisolismo en una resonancia magnética. Y encuentran un tumor en la glándula pituitaria.
La niña es operada para realizarle una hipofisectomía transfenoidal. Los síntomas desaparecen, incluso la obesidad.

### Atención clínica de rutina
En la atención clínica de rutina, que House detesta porque lo aburre la ausencia de problemas médicos complejos, atiende a una mujer con sobrepeso, madre de 6 hijos, que se queja de acidez estomacal. House menciona que ella se encuentra embarazada, algo que la mujer rechaza indignada. Los análisis muestran efectivamente que no está embarazada, pero que tiene un gran tumor benigno de unos 13 kilos en los ovarios. Pero, teniendo en cuenta que el tumor es benigno, la mujer decide no operarse para preservar la belleza de su cuerpo, tal como le gusta a su esposo. El esposo va al hospital preocupado y le pide a House que le quite el tumor, porque está preocupado por sus seis hijos, tratando de conmoverlo con las fotos de los niños, y aclarándole que no le importa cualquier modificación al cuerpo de su esposa, siempre que ella esté de acuerdo. House le pide que vuelva a traer a su esposa. Cuando ella vuelve, House le menciona el hecho de que, en las fotografías de sus hijos mostradas por el padre a House, varios de ellos tienen ojos de color distinto al de sus padres, por lo que le insinúa a la mujer que su marido no es en realidad el padre de algunos de ellos, y deduce que ella no desea someterse a la cirugía no por temor a no gustarle a su esposo, sino a alguno de sus amantes. La convence finalmente asegurándole que siempre habrá hombres que gusten de ella, afirmando que "los hombres son cerdos" y que tendrían sexo con prácticamente cualquier mujer, incluso si tienen cicatrices, obesidad, etcétera.

### Relaciones entre los personajes
Dos capítulos atrás Vogler había asumido como nuevo presidente del Hospital Escuela Princeton-Plainsboro con la filosofía de gestionarlo como si fuera un negocio y de inmediato chocó frontalmente con el Dr. House. En el capítulo anterior Vogler había manifestado su intención de despedir a House y cerrar el Departamento de Diagnóstico, ordenando como primera medida despedir a uno de los tres médicos del equipo de House. House intenta demorar el proceso pero tiene una sola semana. 
Le comunica la situación al grupo y sugiere que el desempeño de cada uno en esa semana será muy importante. Cameron propone mantenerse unidos, apoyada por Foreman, mientras Chase se muestra en desacuerdo porque se trata de un juego de suma cero. Poco después Foreman le propone a House despedir a Chase, porque "no aprecia el trabajo". Cameron por su parte propone no despedir a ninguno y bajar proporcionalmente los salarios. Luego se enoja con House por su falta de apoyo y dice que debería renunciar, retirándose del hospital. 
House ofrece una reducción proporcional de los cuatro salarios, pero Vogler rechaza la opción porque "necesito saber que sea lo que sea que le pida hacer, sin importar lo desagradable que le parezca, usted lo hará". Finalmente elige a Chase, pero Vogler vuelve a rechazar la decisión de House y pide que elija a otro. House se opone y Vogler dice que si no lo hace clausurará el departamento.
Una conversación entre Chase y Vogler revela que efectivamente fue aquel quien delató a House de haberle mentido al Comité de Trasplantes (ver Control), para que Vogler lo proteja.

## Diagnóstico
La paciente tiene un tumor en la glándula pituitaria (hipófisis) que le causa síndrome de Cushing.